# Berzocana
Berzocana ist ein Ort und eine Gemeinde (municipio) mit 395 Einwohnern (Stand: 2024) in der Provinz Cáceres in der Autonomen Region Extremadura in Spanien.

## Lage und Klima
Berzocana liegt in einer Höhe von ca. 730 m. Die Provinzhauptstadt Cáceres liegt gut 105 km (Fahrtstrecke) westnordwestlich. 

## Bevölkerungsentwicklung
| Jahr      | 1970 | 1981 | 1991 | 2001 | 2011 | 2021 |
| Einwohner | 1280 | 882  | 745  | 589  | 484  | 416  |

Der deutliche Bevölkerungsrückgang seit den 1950er Jahren ist im Wesentlichen auf die Mechanisierung der Landwirtschaft sowie die Aufgabe bäuerlicher Kleinbetriebe („Höfesterben“) und den damit einhergehenden Verlust von Arbeitsplätzen zurückzuführen.

## Sehenswürdigkeiten

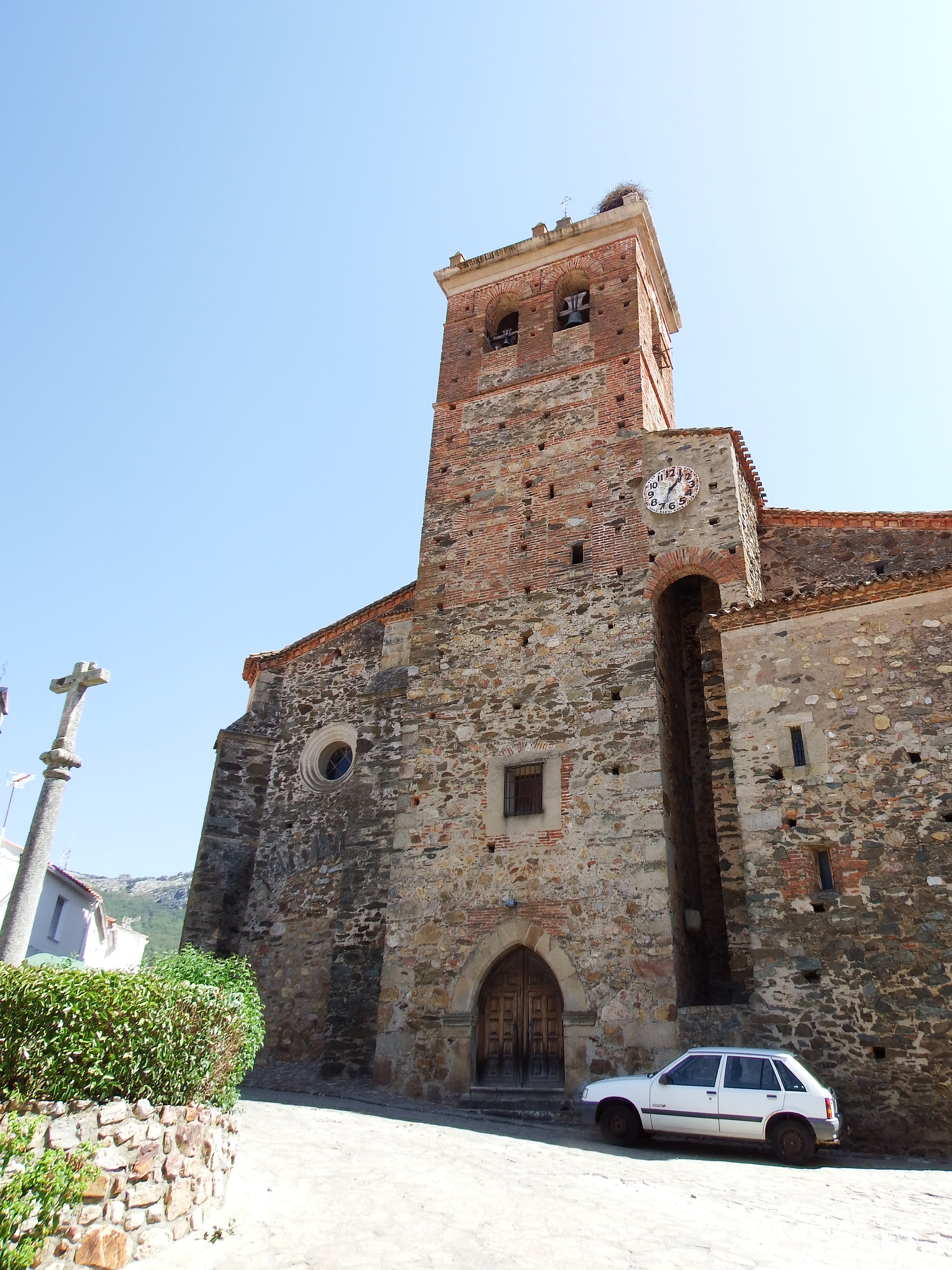
Johannes-der-Täufer-Kirche
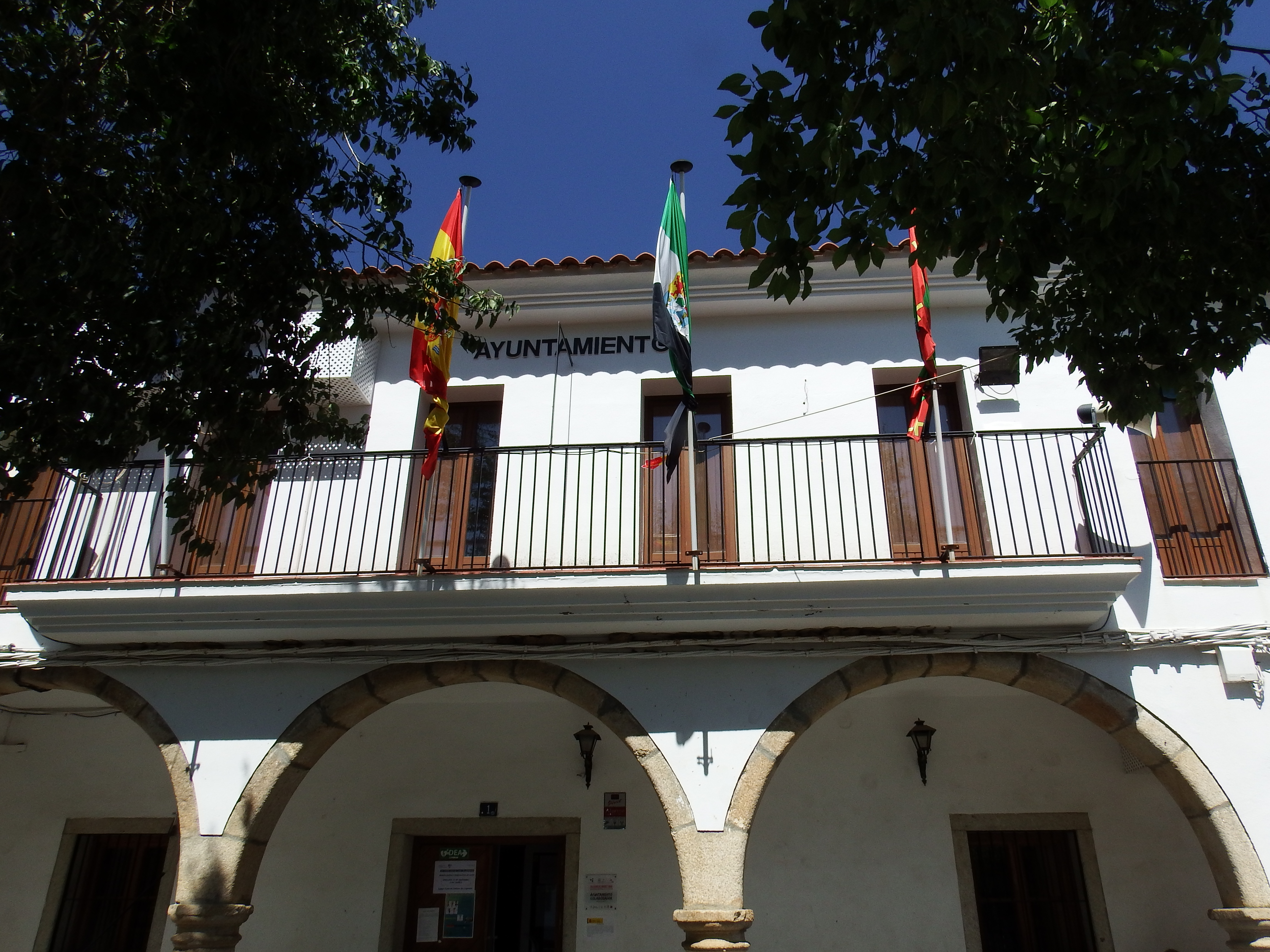
Rathaus

- Johannes-der-Täufer-Kirche
- Rathaus

## Trivia
Der Ort ist in der Archäologie für die Fundgruppe Sagrajas-Berzocana bekannt.